# Оле Ейнар Бьорндален
Оле Ейнар Бьорндален (на норвежки: Ole Einar Bjørndalen, по-правилно Уле Айнар) е норвежки биатлонист, осемкратен олимпийски шампион, трикратен сребърен медалист и носител на бронзов медал от олимпиадите в Нагано, Солт Лейк Сити, Торино и Сочи. Той е единственият биатлонист, спечелил четири златни медала от една олимпиада – (тази през 2002 г). Бьорндален е носител на Световната купа по биатлон за 1998, 2003, 2005, 2006, 2008 и 2009 г., 19-кратен световен шампион, 11-кратен световен вицешампион и 9-кратен носител на бронзов медал от световни първенства. 
Оле Ейнар Бьорндален е рекордьор по брой спечелени индивидуални първи места в стартове от Световната купа във всички ски спортове (към декември 2015 те са 96, от които 95 са в биатлона, а едно в ски-бягането).  Предишният рекорд е на Ингемар Стенмарк – 86 победи в алпийските ски.
Бьорндален е състезателят при мъжете с най-много медали от зимни олимпийски игри във всички спортове – 13. Първа е Марит Бьорген с 14 титли. Печелейки спринта на Олимпиадата в Сочи на 40 години и 13 дни, става най-възрастният състезател със златен медал в индивидуална дисциплина от зимна олимпиада. С двата си медала в Сочи Бьорндален изпреварва постижението на Бьорн Дели от 12 олимпийски медала.
 Бьорндален е и най-възрастният победител в състезание от Световната Купа. На 2 декември 2015 печели 95-ата си индивидуална победа на дългата дистанция в Йостершунд на 41 год, 10 месеца и 5 дни.

## Постижения

### Олимпийски игри
| Състезание          | Индивидуално 20 км | Спринт 10 км | Преследване 12.5 км | Масов старт 15 км | Щафета 4 х 7.5 км | Смесена щафета |
| ------------------- | ------------------ | ------------ | ------------------- | ----------------- | ----------------- | -------------- |
| 1994 Лилехамер      | 36-о               | 28-и         | —                   | —                 | 5-и               | —              |
| 1998 Нагано         | 7-и                | Злато        | —                   | —                 | Сребро            | —              |
| 2002 Солт Лейк Сити | Злато              | Злато        | Злато               | —                 | Злато             | —              |
| 2006 Торино         | Сребро             | 11-и         | Сребро              | Бронз             | 5-и               | —              |
| 2010 Ванкувър       | Сребро             | 17-и         | 7-и                 | 27-и              | Злато             | —              |
| 2014 Сочи           | 34-ти              | Злато        | 4-ти                | 22-ри             | 4-ти              | Злато          |

### Световни първенства
| Дисциплина          | Индивидуално 20 km | Спринт | Преследване | Масов старт | Щафета | Смесена щафета |
| ------------------- | ------------------ | ------ | ----------- | ----------- | ------ | -------------- |
| 1995 Антхолц        | 12-и               | 4-ти   | —           | —           | 5-и    | —              |
| 1996 Руполдинг      | 19-и               | 6-и    | —           | —           | 4-ти   | —              |
| 1997 Брежно-Осбърле | 6-и                | 9-и    | Бронз       | —           | Сребро | —              |
| 1998 Поклюка        | —                  | —      | Сребро      | —           | Злато  | —              |
| 1999 Контиолахти    | 4-ти               | 19-и   | 5-и         | Бронз       | Бронз  | —              |
| 2000 Осло           | 20-и               | 5-и    | 4-ти        | Бронз       | Сребро | —              |
| 2001 Поклюка        | 10-и               | 19-и   | 4-ти        | Сребро      | Бронз  | —              |
| 2003 Ханти-Мансийск | 30-и               | Злато  | 8-и         | Злато       | 4-ти   | —              |
| 2004 Оберхоф        | Бронз              | Бронз  | Бронз       | 7-ти        | Сребро | —              |
| 2005 Хьохфилцен     | 6-и                | Злато  | Злато       | Злато       | Злато  | —              |
| 2006 Поклюка        | —                  | —      | —           | —           | —      | Сребро         |
| 2007 Антхолц        | 32-ри              | Злато  | Злато       | 4-ти        | Сребро | —              |
| 2008 Йостершунд     | Сребро             | Бронз  | Злато       | Сребро      | Сребро | —              |
| 2009 Пьонгчанг      | Злато              | Злато  | Злато       | 4-ти        | Злато  | 4-ти           |
| 2010 Ханти-Мансийск | —                  | —      | —           | —           | —      | Сребро         |
| 2011 Ханти-Мансийск | —                  | —      | —           | —           | Злато  | Злато          |
| 2012 Руполдинг      | —                  | —      | —           | —           | Злато  | Злато          |
| 2013 Нове Место     | 25-и               | 4-ти   | 10-и        | —           | Злато  | —              |
| 2015 Контиолахти    | 6-и                | 19-и   | 5-и         | 4-ти        | Сребро | —              |
| 2016 Осло           | 17-и               | Сребро | Сребро      | Бронз       | Злато  | —              |

данните в таблицата са от 

### Общи резултати
| Резултат   | Индивидуално | Спринт | Преследване | Масов старт | Щафета | Смесена щафета | Отборно | Общо |
| ---------- | ------------ | ------ | ----------- | ----------- | ------ | -------------- | ------- | ---- |
| 1-во място | 8            | 36     | 37          | 14          | 30     | 3              | 1       | 129  |
| 2-ро място | 9            | 22     | 13          | 6           | 19     | 2              | –       | 71   |
| 3-то място | 2            | 11     | 7           | 7           | 12     | –              | –       | 39   |
| 4 – 10     | 15           | 40     | 31          | 15          | 11     | 1              | –       | 113  |
| 11 – 20    | 10           | 31     | 11          | 10          | 1      | –              | –       | 63   |
| 21 – 40    | 16           | 13     | 5           | 5           | –      | –              | –       | 39   |
| 41 – 50    | 6            | 5      | –           | –           | –      | –              | –       | 11   |
| Други      | 8            | 4      | –           | –           | –      | –              | –       | 12   |
| Стартове   | 74           | 162    | 104         | 57          | 72     | 6              | 1       | 473  |

данните в таблицата са от 

## Кариера

### Сезон 2005/2006
Бьорндален завършва сезон 2005/2006 за световната купа като победител, изпреварвайки французина Рафаел Поаре, завършил втори и германеца Свен Фишер на трето място. Преди последния кръг в Холменколен, Бьорндален е на трето място в генералното класиране, но с три победи успява да спечели големия кристален глобус.
През сезона успява да спечели още малките кристални глобуси в преследването и в масовия старт и остава втори в генералното класиране в индивидуалната дисциплина и в спринта. В дисциплината преследване побеждава Фишер с 54 точки, а в масовия старт – Рафаел Поаре с 29 точки. В индивидуалната дисциплина завършва втори на 41 точки след Михаел Грайс, а в спринта – на 5 точки зад Томаш Сикора. Норвегия завършва на четвърто място в щафетата.
Победата му за световната купа е дори още по впечатляваща поради факта, че поради заболяване по време на коледните празници, той пропуска състезанията от № 5 до № 11 и се завръща за трите старта в Антхолц, Италия – последния кръг за световната купа преди Олимпийските игри в Торино 2006. По време на боледуването си, Бьорндален прекарва 8 дни на легло и започва да тренира 6 дни преди състезанията в Антхолц. Тренировките включват две интензивни сесии на ски, но не и тренировки по стрелба. Вероятно това е една от основните причини за представянето му под очакванията на Олимпиадата в Торино.
Недостатъчно бързото му ски бягане и несигурната му стрелба, съчетани с лош късмет, го оставят без златен медал и „само“ 2 сребърни и 1 бронзов медал. За негово съобщение, най-доброто му представяне е на щафетата, когато на четвърти пост, след като приема щафетата на 10-о място с изоставане от 2 минути и 40 секунди, с невероятно ски бягане и безупречна стрелба успява да финишира на 5-о място с изоставане от 1 минута и 20 секунди. Дългото му отсъствие през сезона и завоюването на големия кристален глобус, въпреки това отсъствие, подклажда дискусиите дали няма прекалено много състезания през сезона, и дали е добре за състезателите да пропускат някои от тях.
Бьорндален приключва сезона с три победи в последните три старта за световната купа в Холменколен.

### Сезон 2006/2007
Бьорндален започва сезона по перфектен начин с пет победи в първите пет състезания за сезона в Йостерсунд и Хохфилцен. В последната от тези пет победи, той побеждава с разлика от повече от 2 минути – една от най-големите, постигани в кариерата му. На 30 декември 2006 г. Бьорндален взема участие в Световното Отборно Предизвикателство по Биатлон в Гелзенкирхен. Пред повече от 51 000 зрители, той печели за четвърти пореден път. Партньорка за второ поредно участие му е Линда Грубен. Двамата оставят основните си съперници, семейство Робер, на повече от минута. В Оберхов, след тренировки на висока надморска височина, той се представя на равнище под очакванията, с лоша стрелба, завършвайки на 30-о и на 5-о място в индивидуалните дисциплини. В Руполдинг Бьорндален отново е във форма, извеждайки съотборниците си до победа в щафетата и печелейки последвалите две индивидуални състезания. Поради участието му на Световното първенство по ски в Сапоро през 2007, той пропуска няколко старта за световната купа и след общо пропуснати 8 състезания Бьорндален завършва на второ място в генералното класиране световната купа, след Михаел Грайс.

### Сезон 2008/2009
Бьорндален започва сезона възстановен след дългосрочно боледуване. Постигайки добри резултати, той се намира на второ място в генералното класиране за световната купа по време на прекъсването за коледните празници. Пропуска Световното отборно Предизвикателство по Биатлон в Гелзенкирхен, за да се концентрира върху подготовката си. След коледната пауза постига стабилни резултати, печели 4 от 6 възможни златни медала на Световното първенство в Пьонгчанг, както и световната купа за 6-и път в кариерата си.

## Личен живот
Има двама братя, които също са биатлонисти и две сестри. От 2006 до 2012 г. е женен за биатлонистката Натали Сантер, състезавала се за Италия и Белгия. През април 2016 става известно, че беларуската биатлонистка Дария Домрачева чака дете от Бьорндален. Двамата се женят на 16 юли 2016 в Осло. На 1 октомври 2016 в Минск се ражда дъщеря им Ксения.